# 屈克 (洛特-加龙省)
屈克（法語：Cuq，法語發音：[kyk]）是法国洛特-加龙省的一个市镇，位于该省东南部，与热尔省及塔恩-加龙省接壤，属于阿让区和阿让城市圈公共社区。

## 地理
屈克（44°4'59"N, 0°41'54"E）面积16.89 平方千米，位于法国新阿基坦大区洛特-加龍省，该省份为法国西南部内陆省份，北起多爾多涅省，西接吉倫特省和朗德省，南至热尔省，东临塔恩-加龙省和洛特省。
与屈克接壤的市镇（或旧市镇、城区）包括：科德科斯特、迪讷、然布雷德、阿斯塔福尔、法勒。
屈克的时区为UTC+01:00、UTC+02:00（夏令时）。

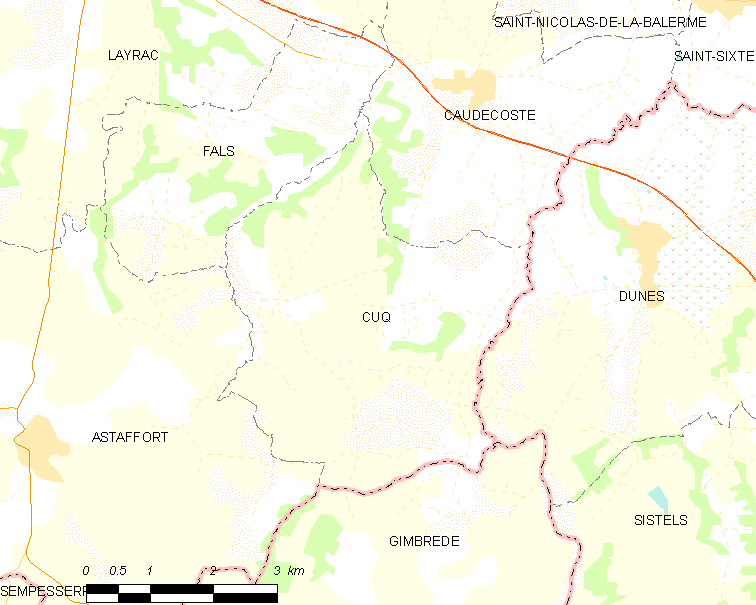
屈克的OSM定位图

## 行政
屈克的邮政编码为47220，INSEE市镇编码为47076。

## 政治
屈克所属的省级选区为东南阿日奈县。

## 交通
洛特-加龙省省道D114线和D204线在屈克境内交汇。

## 人口

1962-2008年间屈克人口变化图示

屈克于2022年1月1日时的人口数量为280人。